# Ngụy Plutarchus
Ngụy Plutarchus là tên thông thường để ám chỉ các tác giả khuyết danh của một số ngụy thư gán cho tên tuổi của nhà sử học La Mã Plutarchus. Tác phẩm chính trong số văn tự giả mạo này là một số phiên bản chỉnh sửa lại tác phẩm Moralia của Plutarchus. Hầu hết các tài liệu này được cho là ra đời vào khoảng hậu kì Cổ đại, thế kỉ 3-4 sau Công nguyên.